# Eikenburg (Rosmalen)
Eikenburg (ook wel: Het Vinkel en De Eikenburg genoemd) is een natuurgebied en voormalig landgoed in Noord-Brabant ten zuiden van Rosmalen, ten oosten van Maliskamp. Het is gelegen in de wijk Het Vinkel. De oppervlakte bedraagt 80 ha en bestaat naast het voormalige landgoedbos uit een ervan gescheiden bos dat eveneens "Het Vinkel" heet en bestaat uit naaldhout en Amerikaanse eik. In het oosten van dit bos ligt een door brand ontstane open plek die zich tot een vlakte met dopheide, gagel, pijpestrootje en berk heeft ontwikkeld. Het landgoedbos is vernoemd naar het landgoed Eikenburg. Van het landhuis en bijbehorend gehucht is niets bewaard gebleven. In de jaren 60 van de 20e eeuw werd het opgeofferd ten behoeve van het bos, terwijl de nabijgelegen wijk Maliskamp de gelegenheid kreeg te groeien.
Het noordelijk deel van het bos ligt op hoge zandgrond en is betrekkelijk droog. De grond in het zuidelijk deel van het bos is zeer vochtig, er zijn ook een aantal vennen. Sommige dichtgegroeide vennen zijn weer opengegraven, andere zijn aangelegd. In het bos zijn veel evenwijdige greppels, waardoor er diversiteit kon ontstaan in de flora.
Er leven reeën, en verder zijn er veel uilen en spechten in het bos. Eikenburg is een geliefd wandelbos. Eigenaar is de gemeente 's-Hertogenbosch.